# Selección de fútbol sub-16 de Escocia
La selección de fútbol sub-16 de Escocia es el equipo formado por jugadores de nacionalidad escocesa menores de 16 años. Es controlada por la Asociación Escocesa de Fútbol.

## Historia
La selección de Escocia sub-16 llegó a la final de la Copa Mundial de Fútbol Sub-16 de 1989 bajo la dirección técnica de Craig Brown. En dicha final se enfrentó a la Selección de fútbol de Arabia Saudita. Escocia comenzó ganado con los goles de Ian Downie y Paul Dickov, pero el conjunto árabe empató el partido 2-2 y terminó llevándose el certamen por la tanda de la penales. Escocia perdió el título en su país y frente 50,000 seguidores en Hampden Parque en Glasgow. Algunos comentaristas de medios de comunicación informaron sospechas, el cual estuvo compartido por Craig Brown y Asociación de Fútbol escocesa, que Arabia Saudita utilizó jugadores de mayor de la edad permitida.

### Victory Shield
La selección de Escocia sub-16 compite en el torneo Victory Shield, el cual se disputa anualmente. La competición es actualmente patrocinada por Sky Sports. Escocia ha ganado el certamen en 17 ocasiones, el más reciente en 2013, y compartió el título en 10 ocasiones, el más reciente en 2003. En la edición 2011, el cual tuvo lugar en marzo, Escocia perdió el título ante Inglaterra por medio de un sorteo.

### Nordic Cup
Escocia sub-16 también juega en una competición llamada Nordic Cup, competición ocasional frente a selecciones sub-16 equipos de países escandinavos como Noruega, Suecia e Islandia. En 2010 el torneo también presentó a las selecciones sub-16 de Finlandia, Islas Feroe, Dinamarca e Inglaterra.

### Partidos amistosos
En años recientes, Escocia ha jugado numerables partidos contra el seleccionado sub-18 de la Selección de fútbol de Jersey, elegido por la asociación de fútbol de Jersey. Los partidos se jugaron en su mayoría en el Estadio Springfield en Jersey. A pesar de la diferencia de categoría, de edad y la ventaja de la localía de Jersey, Escocia ha ganado convincentemente en algunos de estos partidos. Entre el 2008 y 2017, Escocia se ha enfrentado a las selecciones sub-16 de Malta, Kazajistán, Guernsey Portugal y España.

## Resultados en torneos internacionales

### Copa Mundial de Fútbol Sub-16
Actualmente es la Copa Mundial de Fútbol Sub-17, pero hasta 1991 el torneo era representado por selecciones sub-16.
| Año   | Ronda           | Posición        | PJ              | PG              | PE              | PP              | GF              | GC              |
| ----- | --------------- | --------------- | --------------- | --------------- | --------------- | --------------- | --------------- | --------------- |
| 1985  | No se clasificó | No se clasificó | No se clasificó | No se clasificó | No se clasificó | No se clasificó | No se clasificó | No se clasificó |
| 1987  | No se clasificó | No se clasificó | No se clasificó | No se clasificó | No se clasificó | No se clasificó | No se clasificó | No se clasificó |
| 1989  | Final           | 2.º             | 6               | 3               | 2               | 1               | 8               | 3               |
| Total | 1/3             | 2.º             | 6               | 3               | 2               | 1               | 8               | 3               |

### Eurocopa sub-16
Actualmente es el Campeonato de Europa Sub-17 de la UEFA pero entre 1982 y 2001 era representados por selecciones sub-16.
| Campeonato de Europa Sub-16 |                 |                 |                 |                 |                 |                 |                 |                 |
| Año                         | Ronda           | Posición        | PJ              | PG              | PE              | PP              | GF              | GC              |
| 1982                        | No se clasificó | No se clasificó | No se clasificó | No se clasificó | No se clasificó | No se clasificó | No se clasificó | No se clasificó |
| 1984                        | No se clasificó | No se clasificó | No se clasificó | No se clasificó | No se clasificó | No se clasificó | No se clasificó | No se clasificó |
| 1985                        | Primera fase    | –               | 3               | 1               | 0               | 2               | 3               | 5               |
| 1986                        | Primera fase    | –               | 3               | 2               | 0               | 1               | 6               | 2               |
| 1987                        | Primera fase    | –               | 3               | 0               | 2               | 1               | 4               | 6               |
| 1988                        | No se clasificó | No se clasificó | No se clasificó | No se clasificó | No se clasificó | No se clasificó | No se clasificó | No se clasificó |
| 1989                        | Primera fase    | –               | 3               | 0               | 2               | 1               | 4               | 5               |
| 1990                        | Primera fase    | –               | 3               | 0               | 1               | 2               | 2               | 9               |
| 1991                        | No se clasificó | No se clasificó | No se clasificó | No se clasificó | No se clasificó | No se clasificó | No se clasificó | No se clasificó |
| 1992                        | Primera fase    | –               | 3               | 2               | 0               | 1               | 6               | 2               |
| 1993                        | No se clasificó | No se clasificó | No se clasificó | No se clasificó | No se clasificó | No se clasificó | No se clasificó | No se clasificó |
| 1994                        | No se clasificó | No se clasificó | No se clasificó | No se clasificó | No se clasificó | No se clasificó | No se clasificó | No se clasificó |
| 1995                        | Primera fase    | –               | 3               | 0               | 1               | 2               | 3               | 6               |
| 1996                        | No se clasificó | No se clasificó | No se clasificó | No se clasificó | No se clasificó | No se clasificó | No se clasificó | No se clasificó |
| 1997                        | No se clasificó | No se clasificó | No se clasificó | No se clasificó | No se clasificó | No se clasificó | No se clasificó | No se clasificó |
| 1998                        | Primera fase    | –               | 3               | 0               | 2               | 1               | 1               | 3               |
| 1999                        | No se clasificó | No se clasificó | No se clasificó | No se clasificó | No se clasificó | No se clasificó | No se clasificó | No se clasificó |
| 2000                        | No se clasificó | No se clasificó | No se clasificó | No se clasificó | No se clasificó | No se clasificó | No se clasificó | No se clasificó |
| 2001                        | Primera fase    | –               | 3               | 1               | 0               | 2               | 3               | 5               |
| Total                       | 9/19            | –               | 27              | 6               | 8               | 13              | 32              | 43              |

| Eliminatorias al Campeonato de Europa Sub-16 |                                       |                                       |                                       |                                       |                                       |                                       |                                       |                                       |
| Año                                          | Ronda                                 | Posición                              | PJ                                    | PG                                    | PE                                    | PP                                    | GF                                    | GC                                    |
| 1982                                         | Cuartos de final                      | No clasificó                          | 4                                     | 3                                     | 0                                     | 1                                     | 9                                     | 5                                     |
| 1984                                         | Fase de grupos                        | No clasificó                          | 4                                     | 1                                     | 1                                     | 2                                     | 4                                     | 9                                     |
| 1985                                         | Fase de grupos                        | Clasificó                             | 2                                     | 1                                     | 0                                     | 1                                     | 5                                     | 3                                     |
| 1986                                         | Fase de grupos                        | Clasificó                             | 2                                     | 2                                     | 0                                     | 0                                     | 5                                     | 2                                     |
| 1987                                         | Fase de grupos                        | Clasificó                             | 2                                     | 1                                     | 1                                     | 0                                     | 1                                     | 0                                     |
| 1988                                         | Fase de grupos                        | No clasificó                          | 2                                     | 0                                     | 1                                     | 1                                     | 1                                     | 2                                     |
| 1989                                         | Fase de grupos                        | Clasificó                             | 2                                     | 2                                     | 0                                     | 0                                     | 6                                     | 0                                     |
| 1990                                         | Fase de grupos                        | Clasificó                             | 4                                     | 2                                     | 1                                     | 1                                     | 5                                     | 4                                     |
| 1991                                         | Fase de grupos                        | No clasificó                          | 2                                     | 0                                     | 0                                     | 2                                     | 0                                     | 5                                     |
| 1992                                         | Fase de grupos                        | Clasificó                             | 2                                     | 2                                     | 0                                     | 0                                     | 3                                     | 1                                     |
| 1993                                         | Fase de grupos                        | No clasificó                          | 2                                     | 0                                     | 0                                     | 2                                     | 1                                     | 6                                     |
| 1994                                         | Fase de grupos                        | No clasificó                          | 2                                     | 1                                     | 0                                     | 1                                     | 9                                     | 2                                     |
| 1995                                         | Fase de grupos                        | Clasificó                             | 4                                     | 3                                     | 1                                     | 0                                     | 8                                     | 2                                     |
| 1996                                         | Fase de grupos                        | No clasificó                          | 2                                     | 1                                     | 0                                     | 1                                     | 1                                     | 1                                     |
| 1997                                         | Fase de grupos                        | No clasificó                          | 3                                     | 2                                     | 1                                     | 0                                     | 4                                     | 2                                     |
| 1998                                         | Clasificado por ser el país anfitrión | Clasificado por ser el país anfitrión | Clasificado por ser el país anfitrión | Clasificado por ser el país anfitrión | Clasificado por ser el país anfitrión | Clasificado por ser el país anfitrión | Clasificado por ser el país anfitrión | Clasificado por ser el país anfitrión |
| 1999                                         | Fase de grupos                        | No clasificó                          | 2                                     | 1                                     | 0                                     | 1                                     | 3                                     | 2                                     |
| 2000                                         | Fase de grupos                        | No clasificó                          | 2                                     | 0                                     | 1                                     | 1                                     | 1                                     | 4                                     |
| 2001                                         | Fase de grupos                        | Clasificó                             | 2                                     | 1                                     | 1                                     | 0                                     | 1                                     | 0                                     |
| Total                                        | 19/19                                 | –                                     | 45                                    | 23                                    | 8                                     | 14                                    | 67                                    | 50                                    |

## Jugadores

### Equipo actual
Los siguientes jugadores participaron de la Victory Shield de 2016 entre octubre 30.º y noviembre 4.º.
| #                           | Nombre           | Posición      | Edad | PJ | Goles | Club                |
| --------------------------- | ---------------- | ------------- | ---- | -- | ----- | ------------------- |
|                             | Archie Mair      | Portero       | ?    | ?  | ?     | Aberdeen            |
|                             | Ryan Mullen      | Portero       | ?    | ?  | ?     | Celtic              |
|                             | Andrew Kerr      | Defensor      | ?    | ?  | ?     | Celtic              |
|                             | Taylor Wilson    | Defensor      | ?    | ?  | ?     | Hamilton            |
|                             | Nathan Paterson  | Defensor      | ?    | ?  | ?     | Rangers             |
|                             | Kane O'Connor    | Defensor      | ?    | ?  | ?     | Hibernian           |
|                             | Chris Hamilton   | Defensor      | ?    | ?  | ?     | Heart of Midlothian |
|                             | Jamie Walker     | Defensor      | ?    | ?  | ?     | Rangers             |
|                             | Luis Binks       | Defensor      | ?    | ?  | ?     | Tottenham           |
|                             | Dean Campbell    | Mediocampista | ?    | ?  | ?     | Aberdeen            |
|                             | Harry Cochrane   | Mediocampista | ?    | ?  | ?     | Heart of Midlothian |
|                             | Ethan Erhahon    | Mediocampista | ?    | ?  | ?     | St Mirren           |
|                             | Billy Gilmour    | Mediocampista | ?    | ?  | ?     | Rangers             |
|                             | Marc Leonard     | Mediocampista | ?    | ?  | ?     | Heart of Midlothian |
|                             | Kieran McGrath   | Delantero     | ?    | ?  | ?     | Celtic              |
|                             | Anthony McDonald | Delantero     | ?    | ?  | ?     | Heart of Midlothian |
|                             | Jamie Semple     | Delantero     | ?    | ?  | ?     | Motherwell          |
|                             | Karamoko Dembele | Delantero     | ?    | ?  | ?     | Celtic              |
|                             | Zac Butterworth  | Delantero     | ?    | ?  | ?     | Rangers             |
|                             | Joshua McPake    | Delantero     | ?    | ?  | ?     | Rangers             |
|                             | Aaron Pressley   | Delantero     | ?    | ?  | ?     | Aston Villa         |
| Bandera de los Países Bajos | Dean Gorré       | Entrenador    |      |    |       |                     |